# Giza
Giza (arabiska: الجيزة, al-Jiza) är den tredje största staden i Egypten, med 2 891 275 invånare (2006). Staden är huvudort för guvernementet Giza. Giza är en av de tre största städerna i världen som  ingår i en större stads storstadsområde, i detta fall Egyptens huvudstad Kairo vars storstadsområde har någonstans mellan 15 och 18 miljoner invånare.
Giza är mest känd för att vara av stor arkeologisk betydelse, och ligger längs med Nilens västra strand, ungefär 10 km sydväst på motsatta sidan av floden om centrala Kairo. Mest iögonfallande är Gizaplatån med sina pyramider, sfinxen och flera tempel. Dessa monument är belägna i öknen alldeles i utkanten av storstadsbebyggelsen.

## Historia

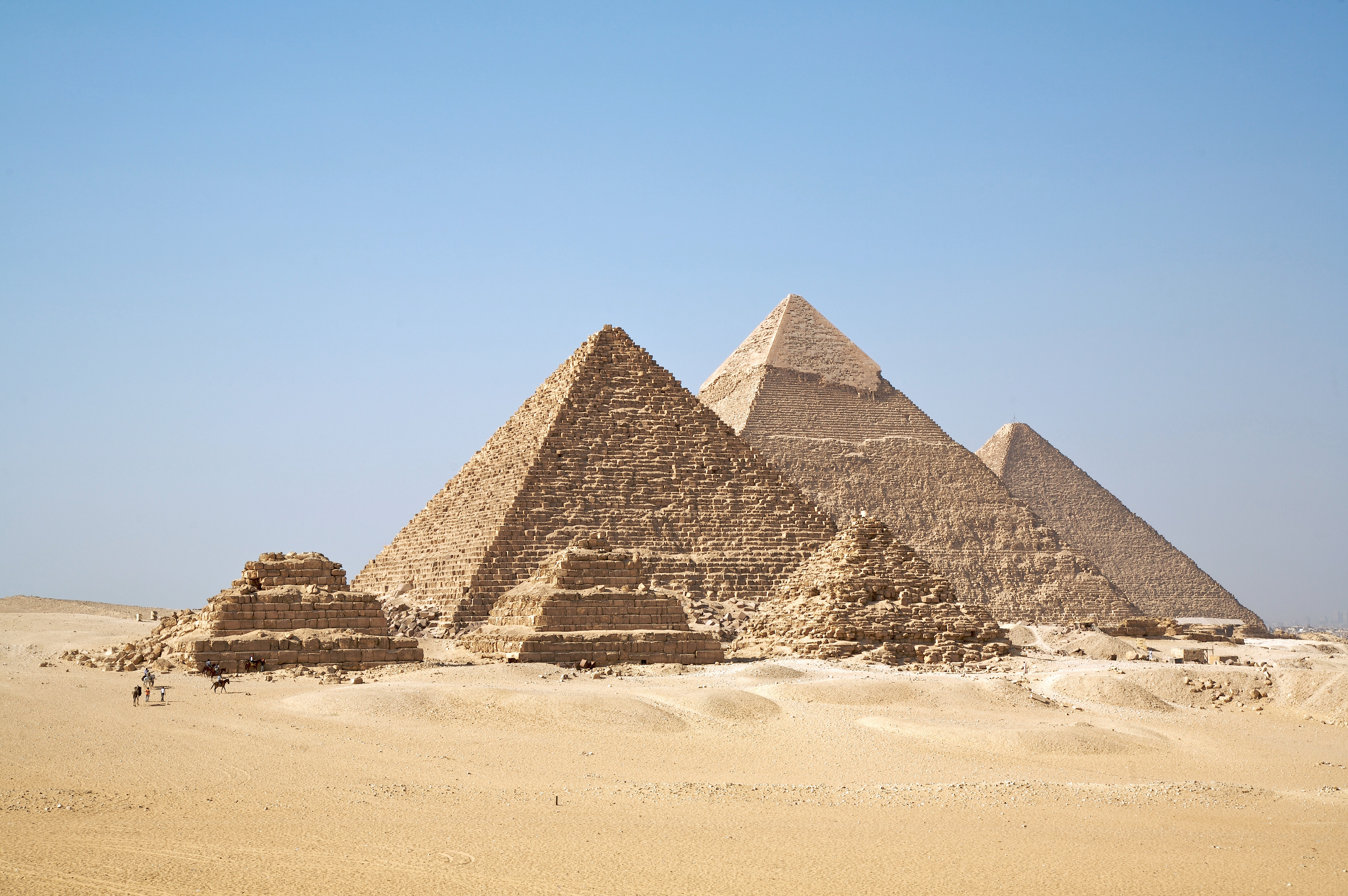
Pyramiderna utanför Giza

Gizas mest kända arkeologiska plats, Gizaplatån, innehåller några av forntida Egyptens mest spektakulära monument.
Cheopspyramiden som räknas som ett av antikens sju underverk, Chefrenpyramiden och Mykerinospyramiden är de tre största pyramiderna. Cheops, Chefren och Mykerinos är de kända namnen på de tre faraonerna, men detta är de grekiska namnen. Deras egyptiska (och egentliga) namn är Khufus, Khaefre och Menkaure. Menkaure var son till Khaefre och sonson till Khufus.
En gång i tiden blomstrade området, eftersom Nilen rann rakt igenom platån, och pyramiderna byggdes så att de kunde ses från Memfis, forntida Egyptens huvudstad.
Giza var förr i tiden nollmeridianen, och utgick förmodligen från den största pyramiden. Nollmeridian idag är Greenwich.
Själva staden har förändrats över tiden. Bland annat har infrastrukturen ändrats under olika ockupationer av Egypten, bland annat britterna, som under 1800- och tidiga 1900-talet fokuserade på byggandet av vägar, gator och byggnader. Giza har med tiderna blivit ett blomstrande kulturellt centrum i Egypten. Detta mycket tack vare monumenten utanför staden, som har lockat många turister genom åren. Gizas infrastruktur har även förbättrats på senare tid, eftersom den egyptiska regeringen anser att det är en viktig turiststad.